# Osina (gmina)
Osina – gmina wiejska położona w zachodniej części województwa zachodniopomorskiego, w powiecie goleniowskim. Siedzibą gminy jest wieś Osina. Pod względem wielkości dochodów budżetu znajduje się na przedostatnim miejscu wśród gmin województwa – 11,3 mln zł (2016 r.).
Według danych z 31 grudnia 2013 r. gmina miała 3002 mieszkańców.
Pod względem liczby ludności oraz powierzchni, jest to najmniejsza gmina ze wszystkich w powiecie.
Miejsce w województwie (na 114 gmin): powierzchnia 96., ludność 111.
Gmina stanowi 6,3% powierzchni powiatu.

## Położenie
Gmina jest położona w zachodniej części województwa zachodniopomorskiego, w środkowej części powiatu goleniowskiego. Gmina leży na Równinie Nowogardzkiej.
Według danych z 1 stycznia 2014 r. powierzchnia gminy wynosiła 101,66 km².
Sąsiednie gminy:
- Goleniów, Maszewo, Nowogard i Przybiernów (powiat goleniowski)

W latach 1975–1998 gmina położona była w województwie szczecińskim.

## Demografia
Dane z 30 czerwca 2008:
| Opis      | Ogółem | Ogółem | Kobiety | Kobiety | Mężczyźni | Mężczyźni |
| --------- | ------ | ------ | ------- | ------- | --------- | --------- |
| jednostka | osób   | %      | osób    | %       | osób      | %         |
| populacja | 2 876  | 100    | 1 478   | 51,4    | 1 398     | 49,6      |

Gminę zamieszkuje 3,6% ludności powiatu.

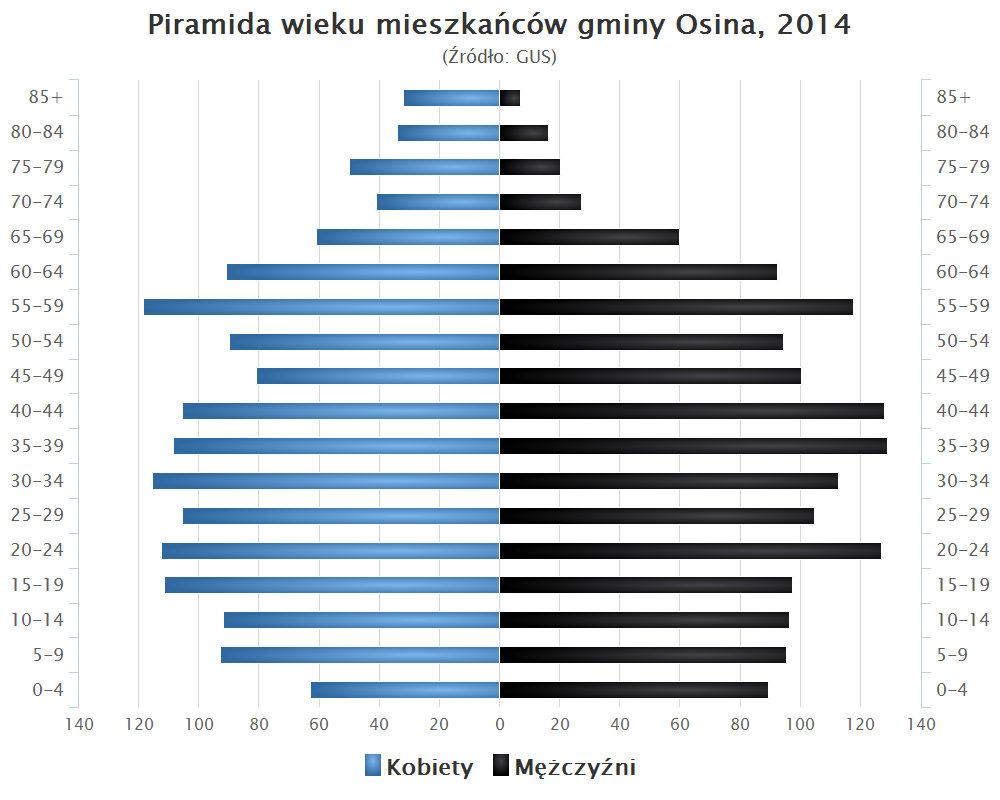
Piramida wieku mieszkańców gminy Osina w 2014 roku

## Przyroda i turystyka
Przez gminę przepływa rzeka Stepnica uchodząca w Bodzęcinie do Gowienicy. Obie rzeki tworzą szlak kajakowy od Osiny do ujścia do Zalewu Szczecińskiego. Tereny leśne zajmują 34% powierzchni gminy, a użytki rolne 57%. Od 2010 na terenie gminy zlokalizowane są rezerwaty przyrody Wrzosiec i Krzywicki Mszar.

## Komunikacja
Przez gminę prowadzi droga krajowa nr 6 łącząca wieś Kikorze (3 km od Osiny) z Nowogardem (8 km) i Goleniowem (15 km do skrzyżowania z drogą krajową nr 3 i drogą ekspresową S3 oraz 14 km do centrum miasta).
Osina uzyskała połączenie kolejowe w 1882 r. po wybudowaniu odcinka z Goleniowa do Gryfic, parę miesięcy później otwarte zostało przedłużenie linii do Kołobrzegu. Obecnie w gminie czynna jest 1 stacja: Osina.
W gminie czynny jest 1 urząd pocztowy: Osina k. Nowogardu (nr 72-221).

## Zabytki
- cmentarzysko kurhanowe z epoki brązu w Osinie (zniszczony podczas II wojny światowej - został ponownie odbudowany)
- gotycki kościół parafialny w Osinie (XIV wiek)
- gotycki kościół filialny w Bodzęcinie (XIV/XV wiek)
- cmentarz w Bodzęcinie, grobowiec rodu von Flemming
- ryglowy kościół w Redostowie (XVII/XVIII wiek)
- gotycki kościół kamienny w Redle (XV wiek)
- fundamenty wieży zamkowej w Kościuszkach
- późnogotycki kościół filialny w Węgorzach (XVI wiek)
- ruiny późnogotyckiego kościoła w Węgorzycach (XV wiek)

## Administracja
W 2016 r. wykonane wydatki budżetu gminy wynosiły 12,3 mln zł, a dochody budżetu 11,3 mln zł (przedostatnie pod względem wielkości dochodów miejsce w województwie, przed gminą Ostrowice). Zobowiązania samorządu (dług publiczny) według stanu na koniec 2016 r. wynosiły 1,1 mln zł, co stanowiło 9,7% poziomu dochodów.
Gmina Osina posiada 10 sołectw – najmniej w całym powiecie.
Sołectwa: Bodzęcin, Kikorze, Kościuszki, Krzywice, Osina, Przypólsko, Redło, Redostowo, Węgorza, Węgorzyce.

## Miejscowości
WsieBodzęcin, Kikorze, Kościuszki, Krzywice, Osina, Przypólsko, Redło, Redostowo, Węgorza
OsadyWęgorzyce
KolonieKałużna
Zniesione miejscowościGorzęcino